# بلنی
بلنی (نام علمی: Blennioidei) نام یک زیرراسته از راسته سوف‌ماهی‌سانان است.

## نگارخانه

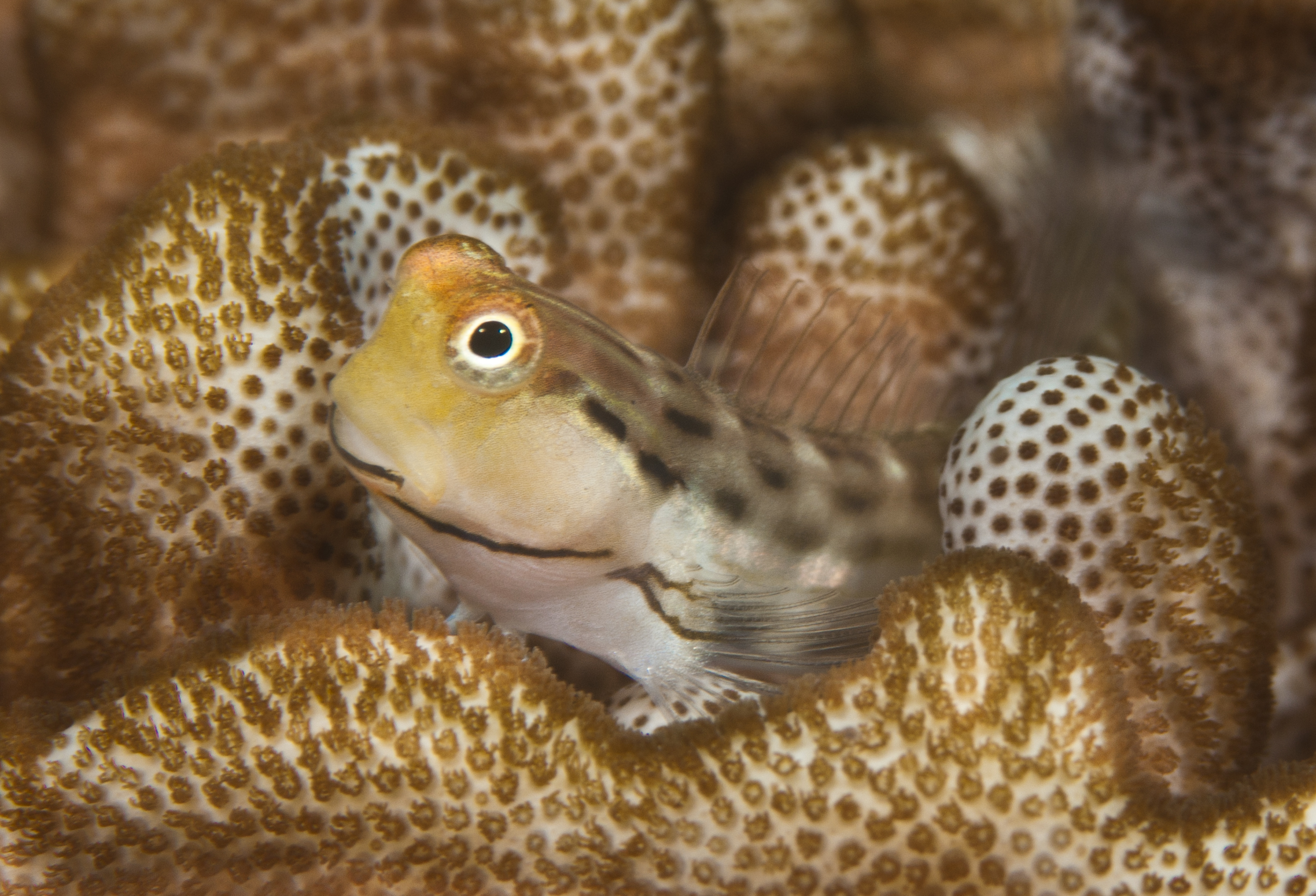
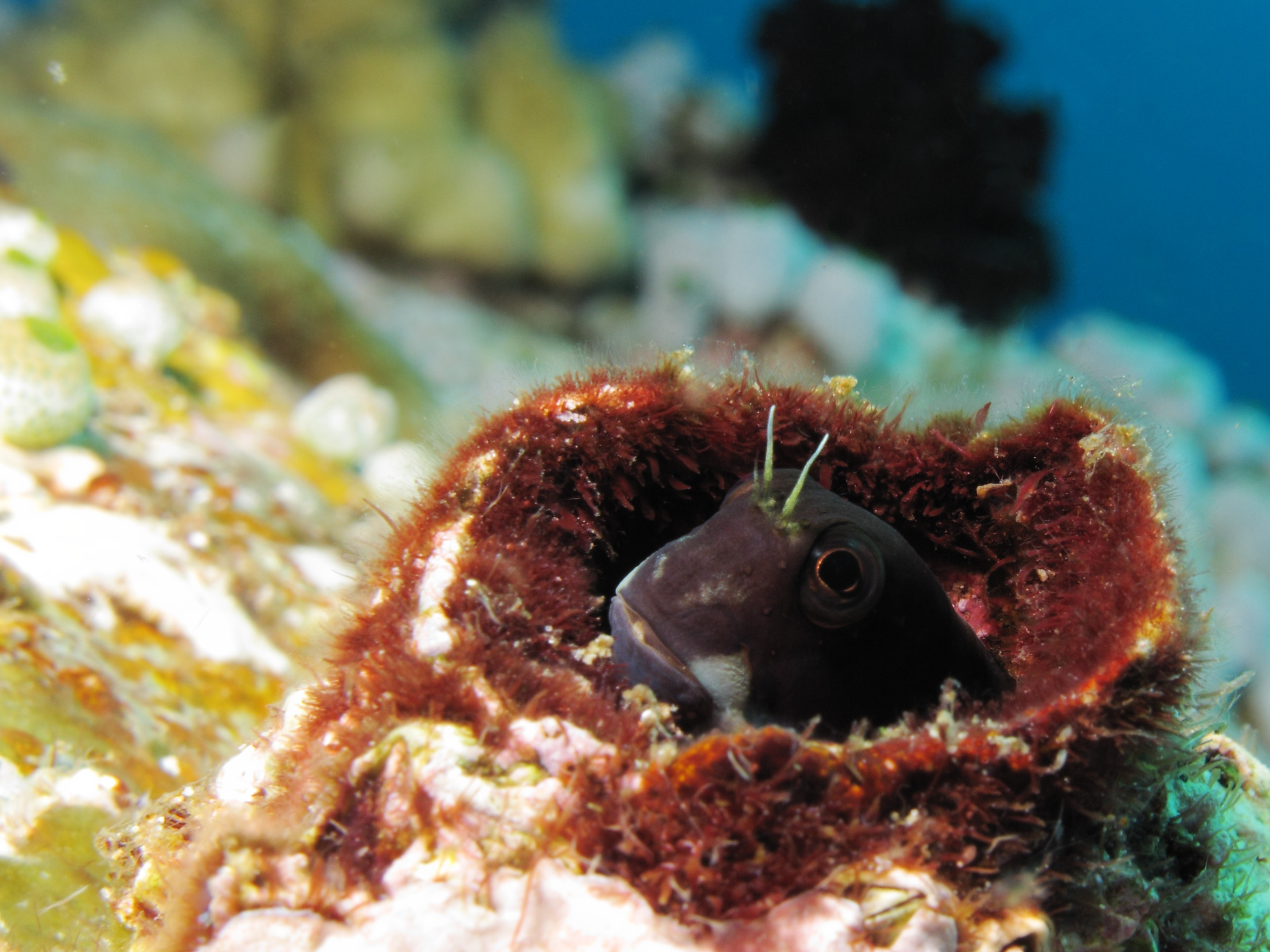
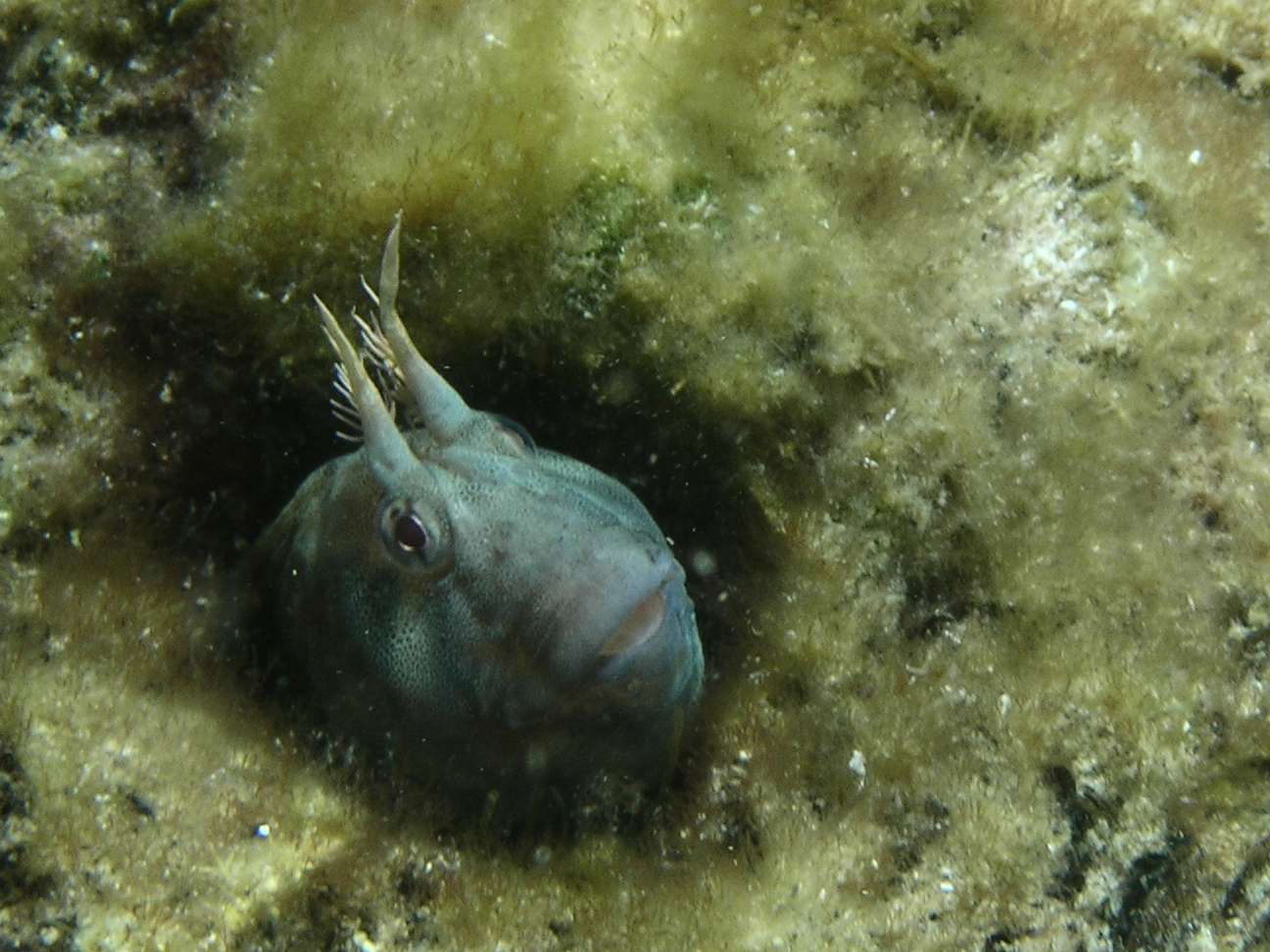
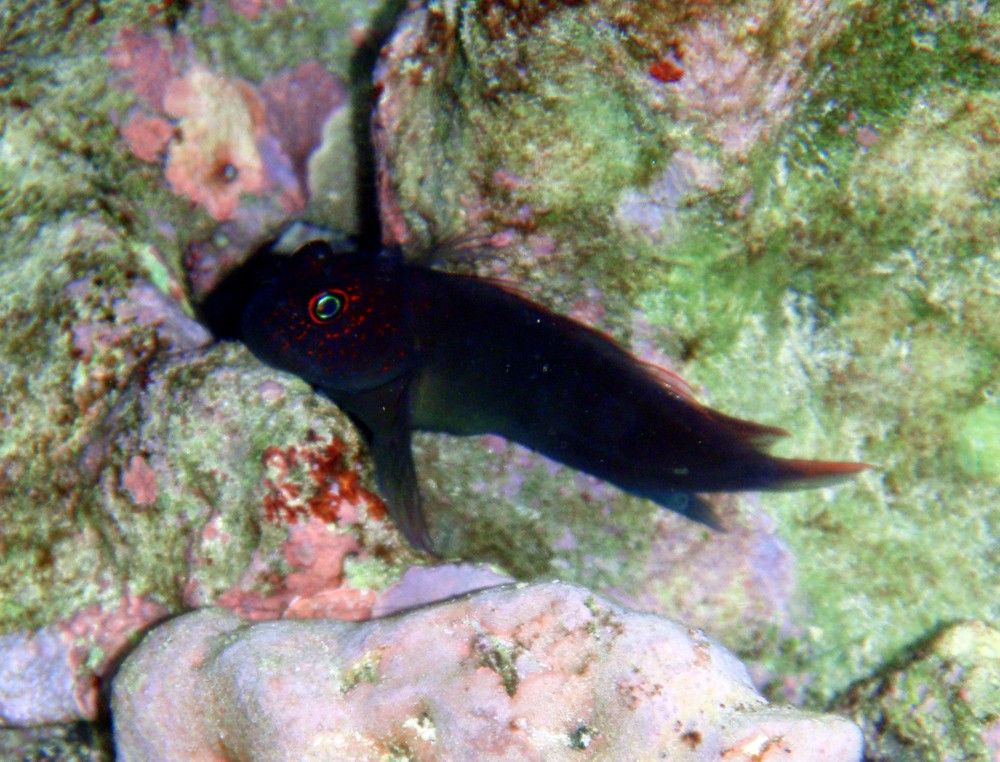
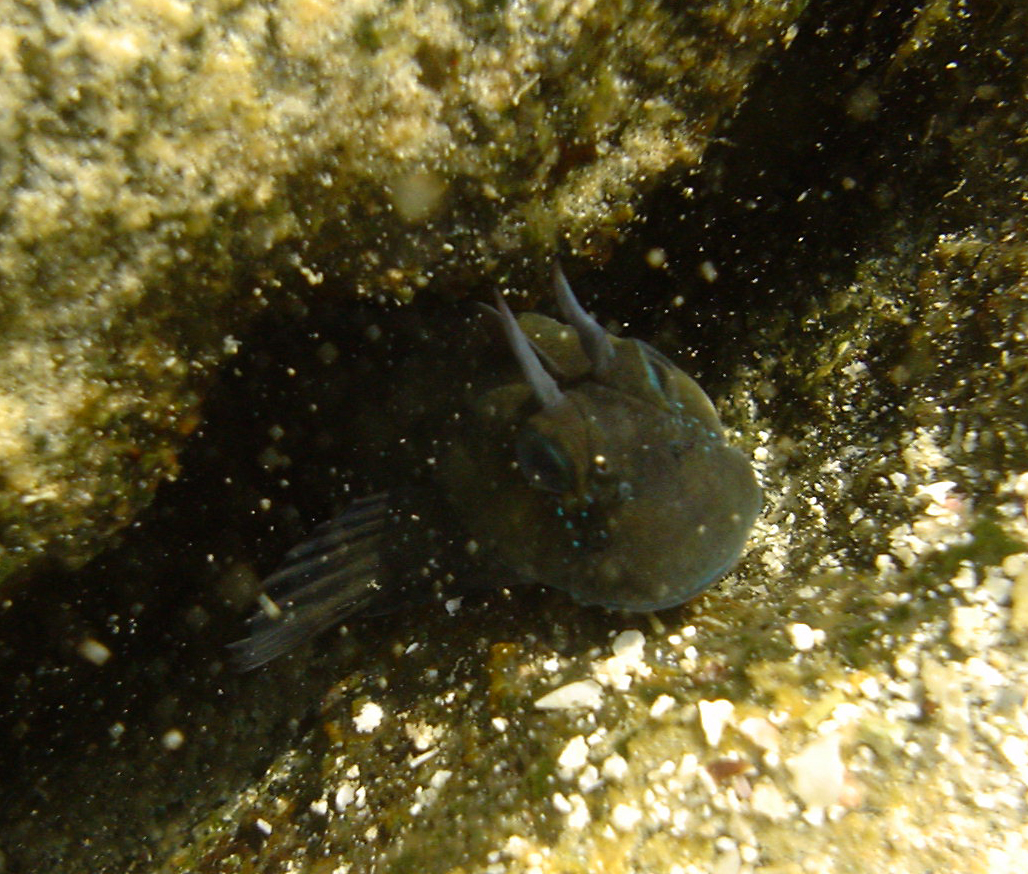
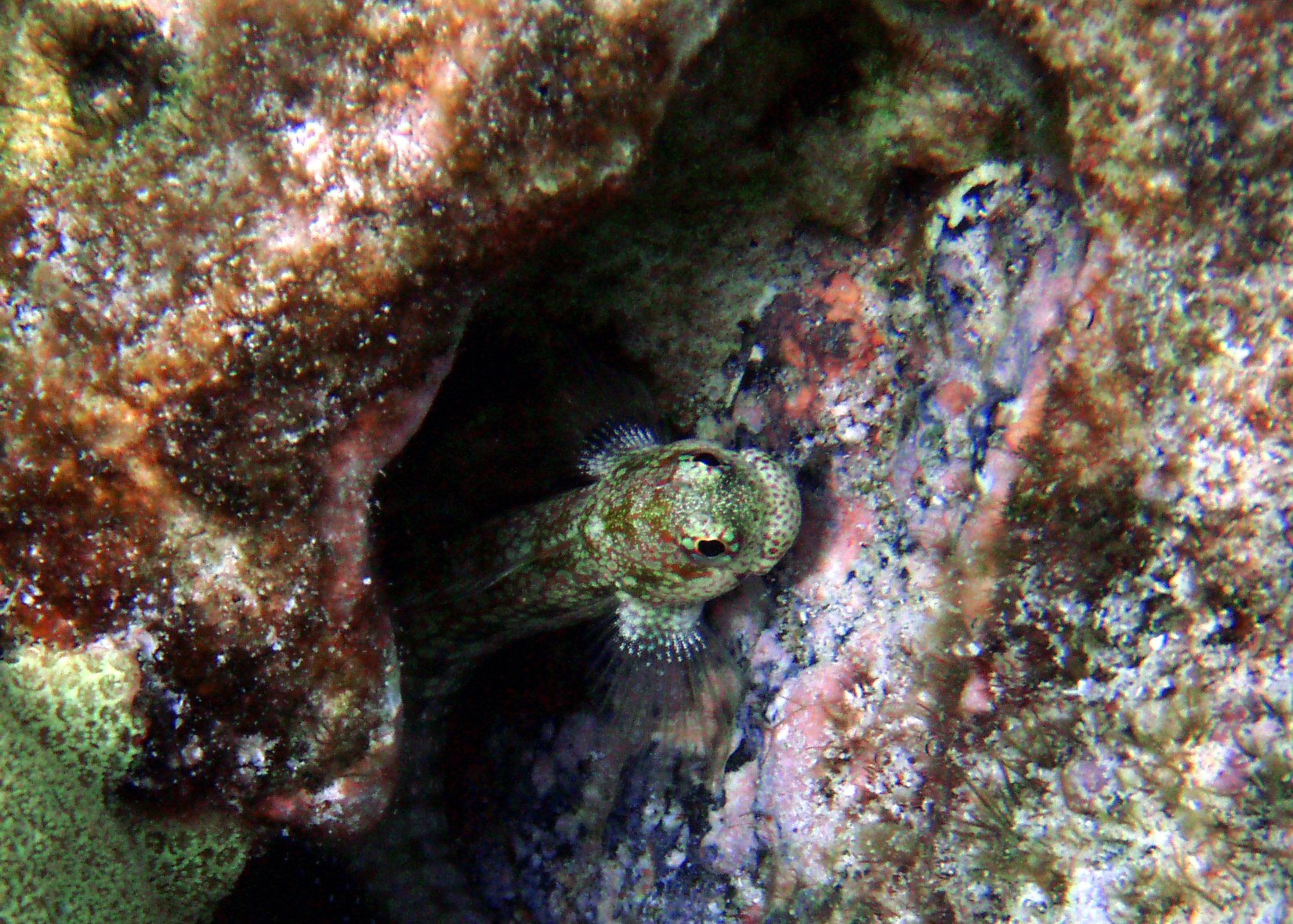
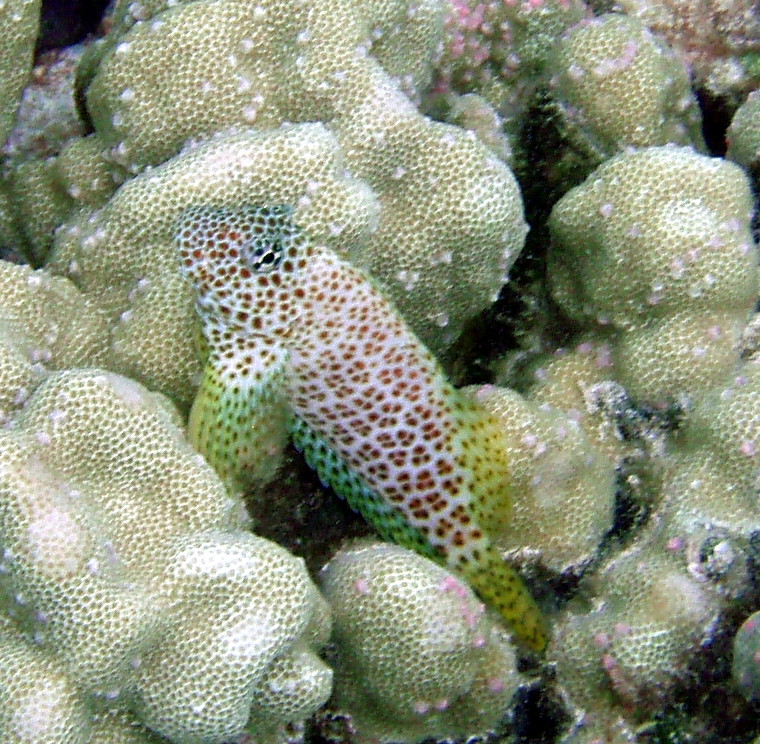
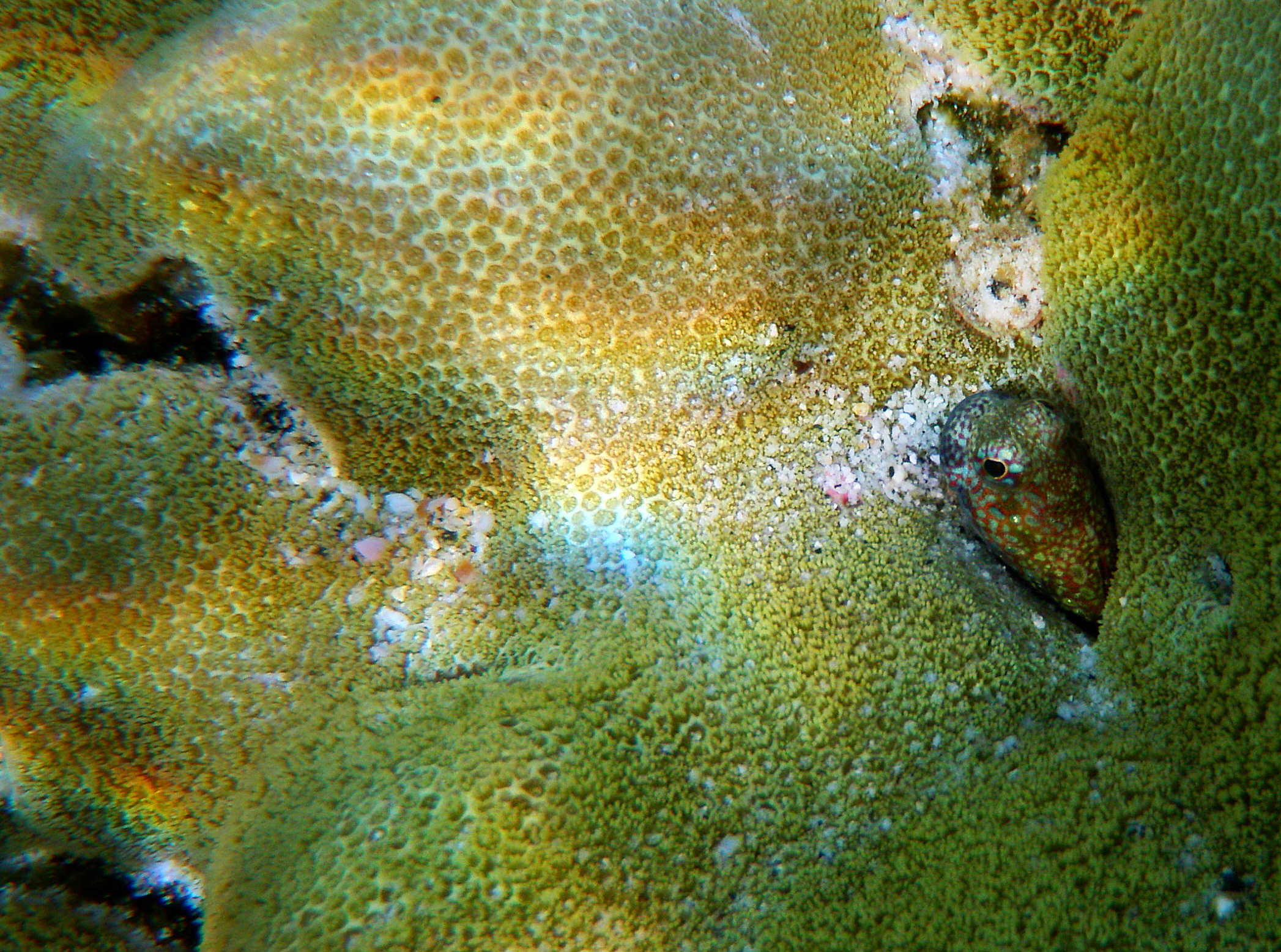
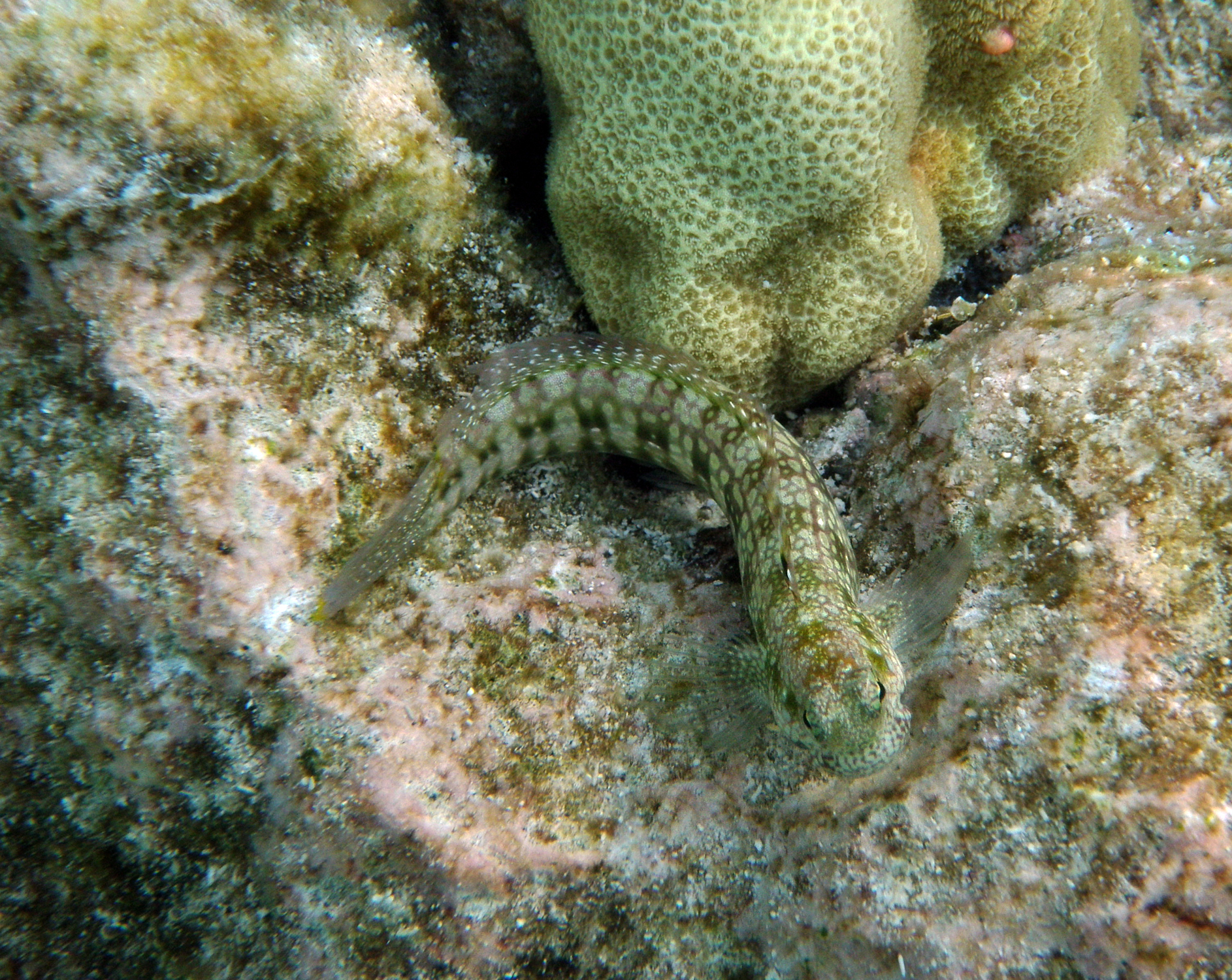